# Joseph Canto d’Irles

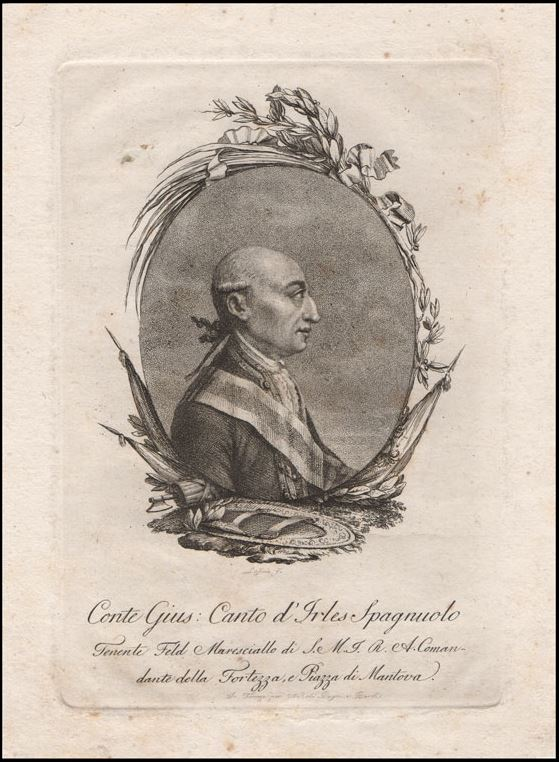
Joseph Canto d’Irles (1731–1797)

Joseph Canto d’Irles (* 1731 in Wien; † 10. April 1797 in Warasdin) war österreichischer Feldmarschallleutnant schottischer Abstammung. Er gilt bis heute als der Verteidiger der Festung Mantua gegen Napoléon I. während der Belagerung von 1796/97.

## Leben
Canto d’Irles wurde in Wien geboren und trat bereits mit 14 Jahren als Fähnrich in das 15. österreichische Infanterieregiment ein. 1754 wurde er zum Oberleutnant befördert und nahm in diesem Rang am Siebenjährigen Krieg teil. Als Offizier der Infanterie kämpfte Canto d’Irles in der Schlacht bei Prag vom 6. Mai 1757, in der Schlacht von Breslau vom 22. November 1757, sowie in den Gefechten von Neisse, Strehlen und Wittenberg mit. Im Gefecht bei Teplitz aus dem Jahr 1762 konnte er sich persönlich hervorbringen. Aufgrund tüchtiger Leistung wurde er während des Krieges, 1758, zum Hauptmann ernannt, 1768 stieg er zum Major auf und 1773 wurde er Oberstleutnant und damit zum ersten Mal Kommandeur eines Grenadier-Bataillons.
Nachdem er erfolgreich im Siebenjährigen Krieg gegen Preußen gekämpft hatte, trotz der Niederlage Österreichs am Ende, zog er 1778/79 erneut in den Krieg, diesmal in den Bayerischen Erbfolgekrieg. Hier wurde er Oberst. Viel Verschnaufpause war ihm aber nicht vergönnt, denn bereits 1787 musste er in den Türkenkrieg ziehen, der ihn bis 1792 beschäftigte. Auch hier konnte er sich und sein Regiment in Szene setzen. Er focht in der Bukowina sowie im April 1788 am Pass von Rohatyn in Galizien. Seine Ernennung zum Generalmajor fand 1789 während der Belagerung von Chotym statt.
Von Galizien aus wurde Canto d’Irles nach Italien abgezogen, denn dort hatte sich ein neuer Feldherr namens Napoléon Bonaparte besonders hervorgetan und versetzte den europäischen Mächten nun einen Hieb nach dem anderen. Canto d’Irles sollte dies im Jahre 1793 unterbinden. Um ihn zu motivieren, wurde er 1795 zum Feldmarschallleutnant befördert und zum Kommandeur der strategisch wichtigen Festung Mantua ernannt. General Napoléon Bonaparte versuchte diese in den Monaten Juni und Juli des Jahres 1796 mehrfach einzunehmen, doch Canto d’Irles schaffte es immer wieder die Angriffe der französischen Truppen niederzuschlagen. Am 10. August 1796 erhielt er daraufhin das Kommandeurskreuz des Maria-Theresien-Ordens.
Doch die Gefahr war nicht ganz vorüber, denn nachdem das österreichische Entsatzheer unter Feldmarschall Graf von Wurmser am 5. August 1796 bei Castiglione delle Stiviere geschlagen wurde, rückte die Festung Mantua erneut in einen Blockadezustand durch die französischen Truppen. Wurmser sammelte seine Truppen und versuchte erneut mehrere Befreiungsversuche am 8. September 1796 bei Bassano und am 15. September 1796 bei San Giorgio. Doch er wurde beide Male von Napoléon besiegt, sodass er sich in die Festung Mantua zurückziehen musste. Canto d’Irles und Graf Wurmser vereinigten nun ihre Heere und versuchten erneut vom 14. auf den 15. Januar 1797 einen Befreiungsschlag in der Schlacht bei Rivoli. Doch auch dieser Versuch schlug fehl. Joseph Canto d’Irles begann darüber hinaus während der erneuten Belagerung der Franzosen zu erkranken. Nach drei Monaten mussten sie die Festung Mantua aufgeben. Das war am 2. Februar 1797.
Joseph Canto d’Irles war nun körperlich so angeschlagen, dass er sich am Wiener Hof um seinen Ruhestand kümmern wollte, doch bevor er diesen erreichte, verstarb er am 10. April 1797 in Warasdin (Varaždin), Kroatien.
Canto d’Irles heiratete am 10. März 1763 Sofie Charlotte Friederike Henriette von Zinzendorf (* 31. August 1734; † 1806), eine Schwester von Ludwig von Zinzendorf.